# 3446 Combes
3446 Combes eller 1942 EB är en asteroid i huvudbältet, som upptäcktes 12 mars 1942 av den tyske astronomen Karl Wilhelm Reinmuth i Heidelberg. Den har fått sitt namn efter den franske amatörastronomen Michel-Alain Combe.
Asteroiden har en diameter på ungefär 8 kilometer.